# Santi Cosma e Damiano

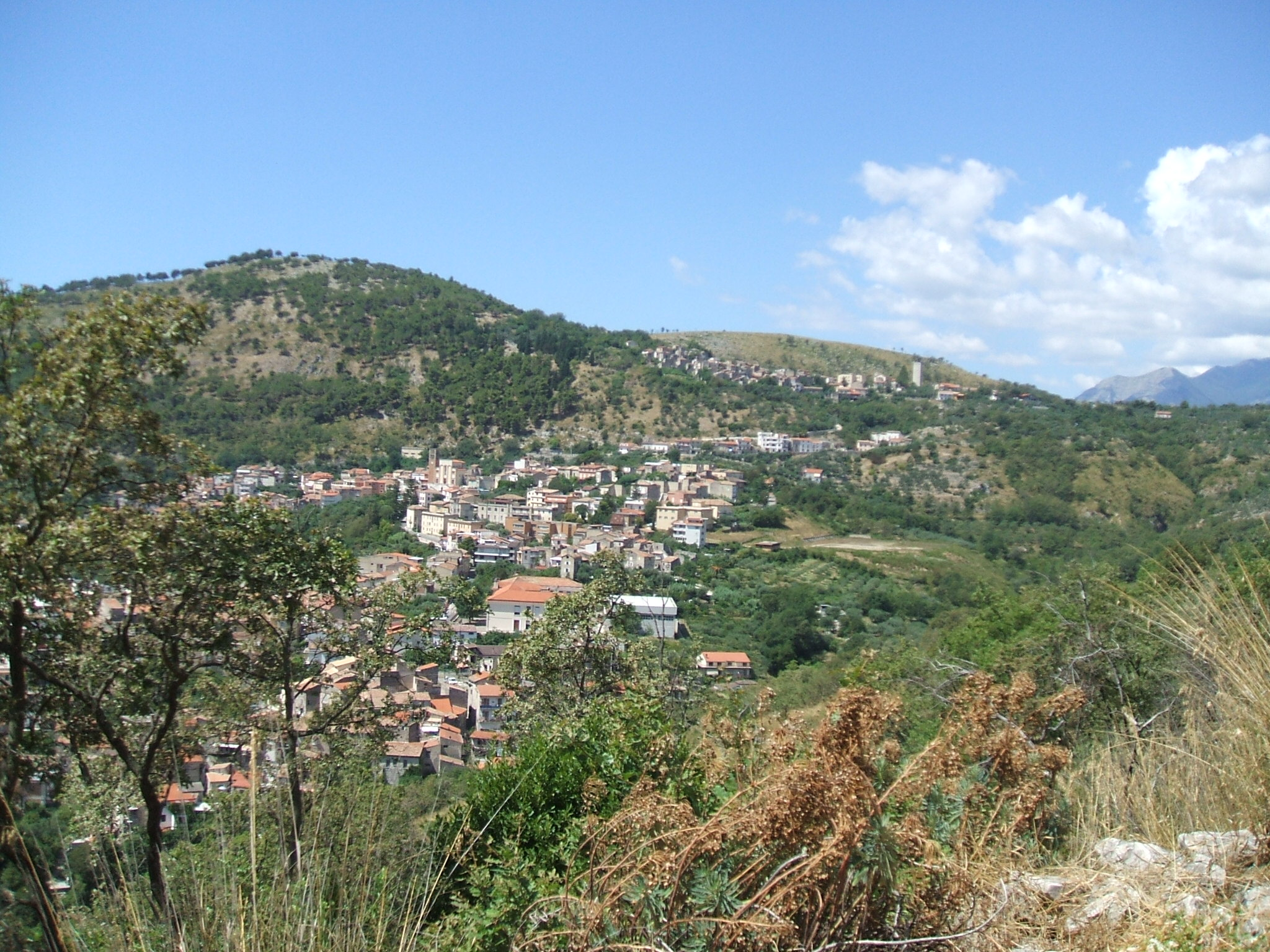
SS. Cosma e Damiano

Santi Cosma e Damiano ist eine Gemeinde in der Provinz Latina in der italienischen Region Latium mit 6832 Einwohnern (2022). Sie liegt 151 km südöstlich von Rom und 98 km östlich von Latina.

## Geographie
Santi Cosma e Damiano liegt an Ostabhang der Monti Aurunci. Es ist mit dem Nachbarort Castelforte fast zusammengewachsen. Während der Ortsteil Ventosa oberhalb des Hauptortes in den Bergen liegt, erstrecken sich die Ortsteile Cerri Aprano, Grunuovo, Pilone und San Lorenzo in der Ebene am Garigliano, dem Grenzfluss zu Kampanien.
Santi Cosma e Damiano ist Mitglied der Comunità Montana dei Monti Aurunci.
Die Nachbarorte sind Castelforte, Minturno, Coreno Ausonio (FR) und Sessa Aurunca (CE).

## Geschichte
Der Ort entstand vermutlich in der Völkerwanderungszeit, als die Bewohner der Küstenebene leichter zu verteidigende Plätze in den nahen Bergen suchten. Erstmals erwähnt wurde Santi Cosma e Damiano 830 im Codex Diplomaticus Cajetanus. Seit dem Mittelalter gehörte es zum Herzogtum Traetto. 1809 bis 1820 und 1928 bis 1947 war es mit Castelforte in einer Gemeinde vereinigt.

## Bevölkerungsentwicklung

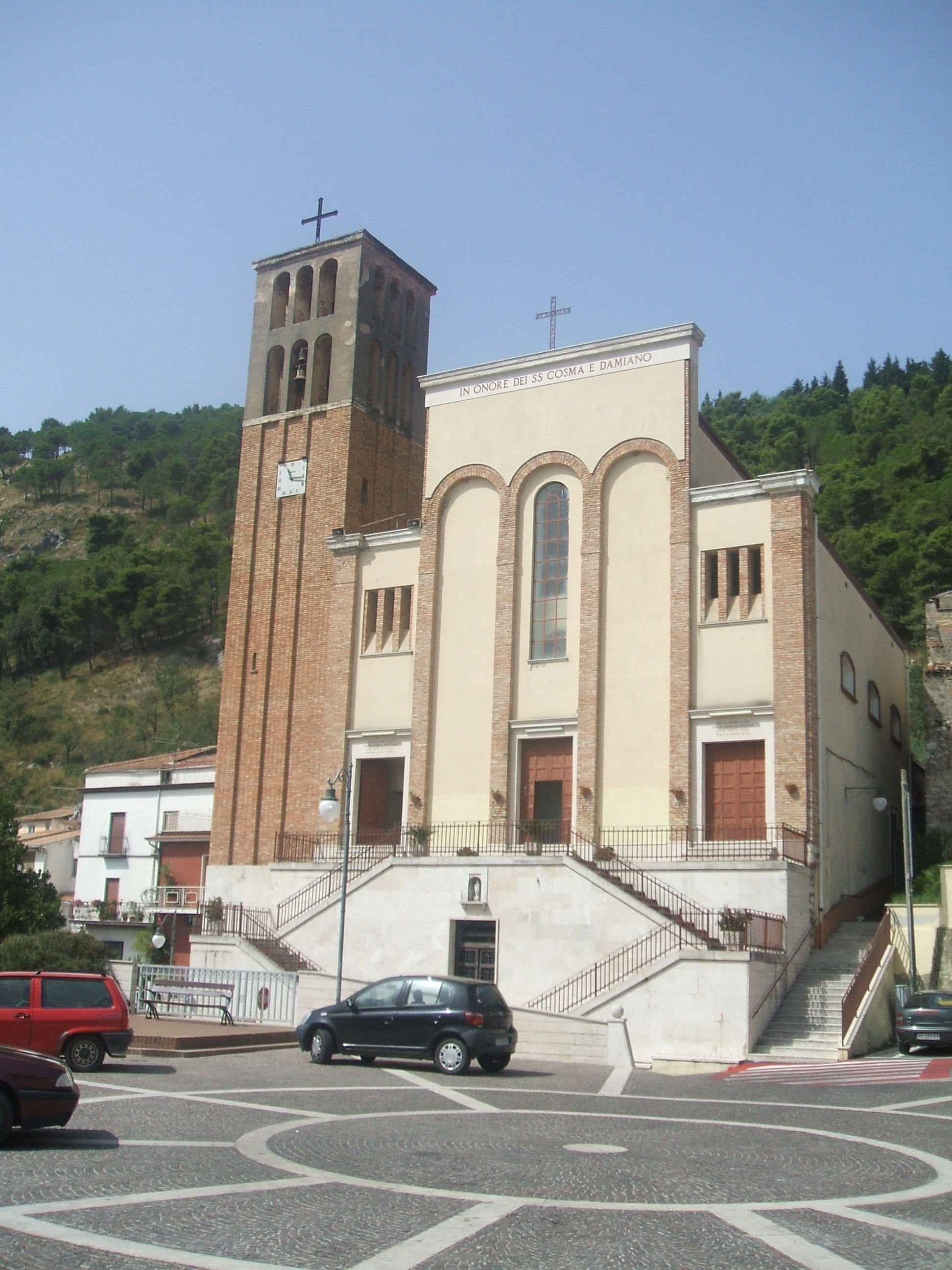
Pfarrkirche

| Jahr      | 1861 | 1881 | 1901 | 1921 | 1936 | 1951 | 1971 | 1991 | 2001 |
| --------- | ---- | ---- | ---- | ---- | ---- | ---- | ---- | ---- | ---- |
| Einwohner | 3012 | 3103 | 3929 | 4533 | 4030 | 3148 | 2695 | 4831 | 6532 |

Quelle: ISTAT

## Politik
Franco Taddeo (Lista Civica: Alleanza Per Santi Cosma e Damiano) wurde am 11. Juni 2017 zum neuen Bürgermeister bestimmt.